# Maison Margiela
Maison Margiela, раніше Maison Martin Margiela, — французький дім моди класу люкс, заснований бельгійськими дизайнерами Мартіном Маргієлою та Дженні Мейренс у 1988 році зі штаб-квартирою в Парижі. Будинок виробляє як кустарні колекції, натхненні високою модою, так і колекції прет-а-порте, причому перші вплинули на дизайни другої. Продуктові лінії включають жіночий і чоловічий одяг, ювелірні вироби, взуття, аксесуари, шкіряні вироби, парфумерію та товари для дому. Maison Margiela, відомий своїми деконструктивними та авангардними дизайнами з використанням нетрадиційних матеріалів, традиційно проводить живі шоу в незвичайних місцях, наприклад на порожніх станціях метро і на розі вулиць. Обличчя моделей часто закриті тканиною або довгим волоссям, щоб привернути увагу до одягу та дизайну. Маргієла пішов з посади креативного дизайнера в 2009 році, а Джон Гальяно був призначений на цю роль у 2014 році.

## Історія

### Становлення та ранні роки
Maison Margiela був заснований Мартіном Маргієлою, бельгійським модельєром, у 1988 році. Раніше Маргієла вивчав моду в Королівській академії Антверпена, і хоча він фактично закінчив навчання роком раніше, у 1979 році, його часто помилково приймають за члена університетського авангардного модного колективу «Антверпенська шістка». Крім інших впливів, протягом 1980-х років Маргієла та інші бельгійські дизайнери, такі як «Антверпенська шістка», надихалися деконструктивною модою, представленою японськими авангардистами, такими як Рей Кавакубо — творець бренду «Comme des Garçons». Маргієла почав використовувати деконструктивний стиль у 1980-х роках, будучи позаштатним дизайнером у Мілані, Італія, і раніше в своїх роботах часто проявляв структуру одягу, наприклад, навмисно оголені підкладки та шви. У 1984 році він став асистентом дизайнера Жана-Поля Готьє в Парижі, і займав цю посаду до 1987 року.
У 1988 році Мартін запустив власний однойменний дизайнерський лейбл Maison Martin Margiela разом із бізнес-партнером і колегою-дизайнером Дженні Мейренсом. Спочатку працюючи в паризькій квартирі, вони відкрили свій перший магазин у непозначеному білому приміщенні в Парижі, а також відкрили невелику студію за адресою Леопольдштадт, 12 в Антверпені. Журнал New York Magazine писав, що «дизайнер швидко визначив деконструйований вигляд [зі своїм новим лейблом]… розпливчасто дадаїстським, ніби Марсель Дюшан реінкарнував у модельєра, Маргієла поставив під сумнів усі принципи моди та розкоші». Vogue пізніше напише, що його ранні ідеї «спровокували шок і інтригу» в індустрії моди. На одязі лейбла були пришиті прості чисті білі ярлики з чотирма білими прихватками, щоб позначати бренд. Окремим асортиментам продуктів надавали цифри як позначки, без певного хронологічного порядку.

### Ранні шоу та анонімність

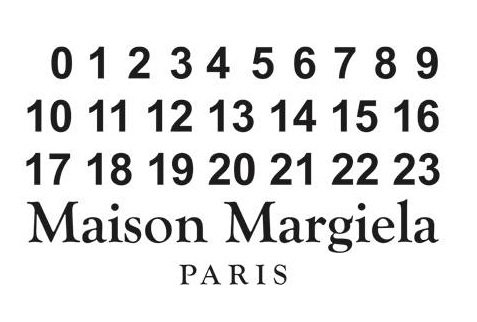
Попередній логотип Maison Margiela

Журнал New York Magazine описав ранні покази бренду як «можливо, більше схожі на мистецькі події, ніж на тематичні та оперні постановки, якими відома паризька мода 80-х». У 1988 році Maison Martin Margiela представила свою дебютну колекцію жіночого одягу в Парижі на весну 1989 року. Відмовляючись вклонятися під час його живих виступів, Маргієла почав уникати фотографій і почав працювати з усіма засобами масової інформації через факс, коли вся команда дизайнерів давала колективні інтерв'ю та листувалася, підписуючись «ми». Багато представників модних ЗМІ стверджували, що анонімність була рекламним трюком, хоча Maison Martin Margiela стверджував, що анонімність Маргієли була реакцією на надмірно комерціалізовану індустрію моди[відсутнє в джерелі] і щирою спробою повернути фокус моди на одяг, а не на особистостей, які стоять за ним. У результаті преса назвала Маргієлу Гретою Гарбо моди, посилаючись на те, як Гарбо уникала уваги, а в 2008 році New York Times назвала Маргієлу «людиною-невидимкою моди».

### Купівля OTB

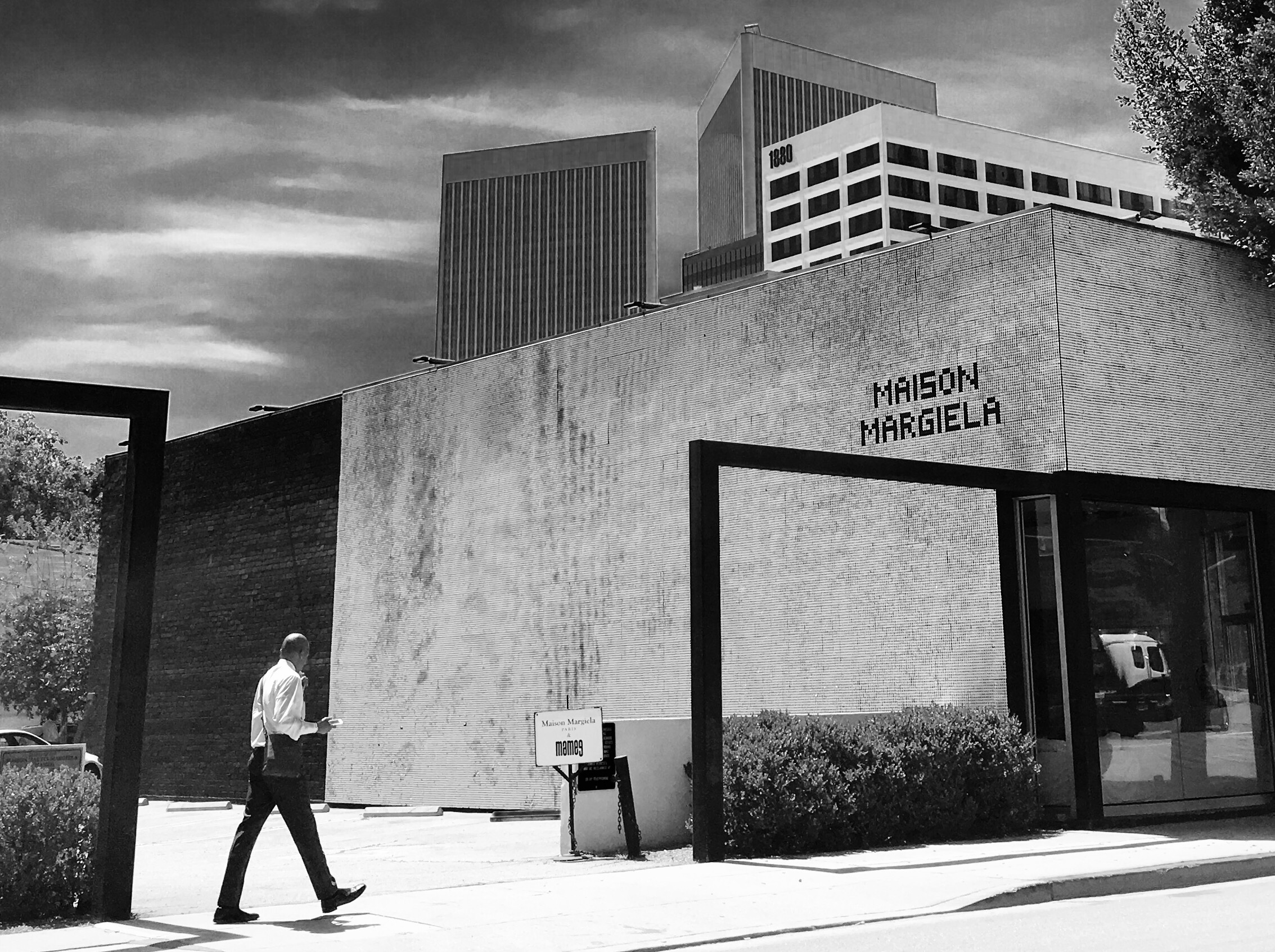
Бутік «Maison Margiela» у Беверлі-Гіллз, Каліфорнія

У 1994 році газета New York Times прокоментувала вплив компанії, написавши, що її «перероблений одяг з барахолки поклав кінець явному споживанню [індустрії моди] 1980-х років». Того року Maison Martin Margiela представив свої перші твори, що відображали певні історичні періоди. У 1998 році Maison Martin Margiela представила колекцію чоловічого одягу, відому як лінія 10. Maison Martin Margiela керував творчим напрямком жіночого одягу для французького дизайнерського будинку Hermès з 1997 до 2003, а команда дизайнерів працювала під керівництвом голови Hermès Жана-Луї Дюма. У 2002 році Maison Martin Margiela була придбана OTB Group, холдинговою компанією на чолі з Ренцо Россо, також власником італійського модного бренду Diesel. У грудні 2004 року Maison Martin Margiela переїхала в нову штаб-квартиру в монастирі вісімнадцятого століття в XI-му окрузі Парижа. Інтер'єр штаб-квартири та меблі були повністю пофарбовані емульсією в білий колір, створюючи зістарений вигляд. На додаток до білого оточення, всі співробітники носять білі блузи (фр. blouse blanche), білі халати, які традиційно носять майстри від кутюр. Білі халати — це водночас відклик до історії та естетики, а також доповнення, оскільки їх носять усі працівники, незалежно від посади. До літа 2008 року було 14 бутиків Margiela.

### Нова дизайнерська команда та колекції
У жовтні 2009 року було оголошено, що Мартін Маргієла пішов у відставку з посади креативного директора Maison Martin Margiela, що викликало різноманітні припущення про причини. Після відходу Маргієли анонімна команда дизайнерів продовжила розробляти дизайн лейблу, не маючи жодного креативного директора. Пізніше стало відомо, що майбутній дизайнер «Balenciaga» Демна Гвасалія був призначений в команду дизайнерів жіночого одягу незабаром після відходу Маргієли, але на той час працював анонімно. Головний виконавчий директор Джованні Пунгетті заявив, що «ми хочемо залишатися авангардними та провокативними, але без нового креативного директора. Це виклик. Ми це знаємо. Можливо, ми будемо робити помилки, але найважливіше — вчитися на них». У 2010 році компанія розширила свій бізнес товарів для дому та дизайну інтер'єру, а в липні 2011 року будинок розробив кілька концептуальних готельних люксів для «La Maison Champs Elysées» у Парижі.
За підрахунками джерел, до осені 2014 року бренд отримував близько 126 мільйонів доларів річного доходу, маючи близько 50 магазинів, які йому безпосередньо належать. У жовтні 2014 року було оголошено, що Джон Гальяно займе посаду креативного директора після того, як раніше він обіймав цю посаду в Givenchy, Dior та його однойменній лінії, John Galliano. Як повідомляв Guardian, єдині вказівки Маргієли новому директору були «зробіть це по-своєму». Даючи рідкісні інтерв'ю в проміжний період, Гальяно представив свою дебютну колекцію для Maison Margiela в січні 2015 року, отримавши загалом позитивні відгуки. Одночасно з дебютною колекцією Гальяно стало відомо, що дім відмовився від частки «Martin» на користь коротшої назви, «Maison Margiela». Представник Maison Margiela сказав, що зміна назви «відображає еволюцію дому». Оскільки Гальяно зосередився на елементі високої моди компанії, до кінця 2015 року доходи зросли на 30 %.
У квітні 2024 року Maison Margiela розширює свою колекцію ароматів «Replica» нотами овочевого саду.

## Магазини

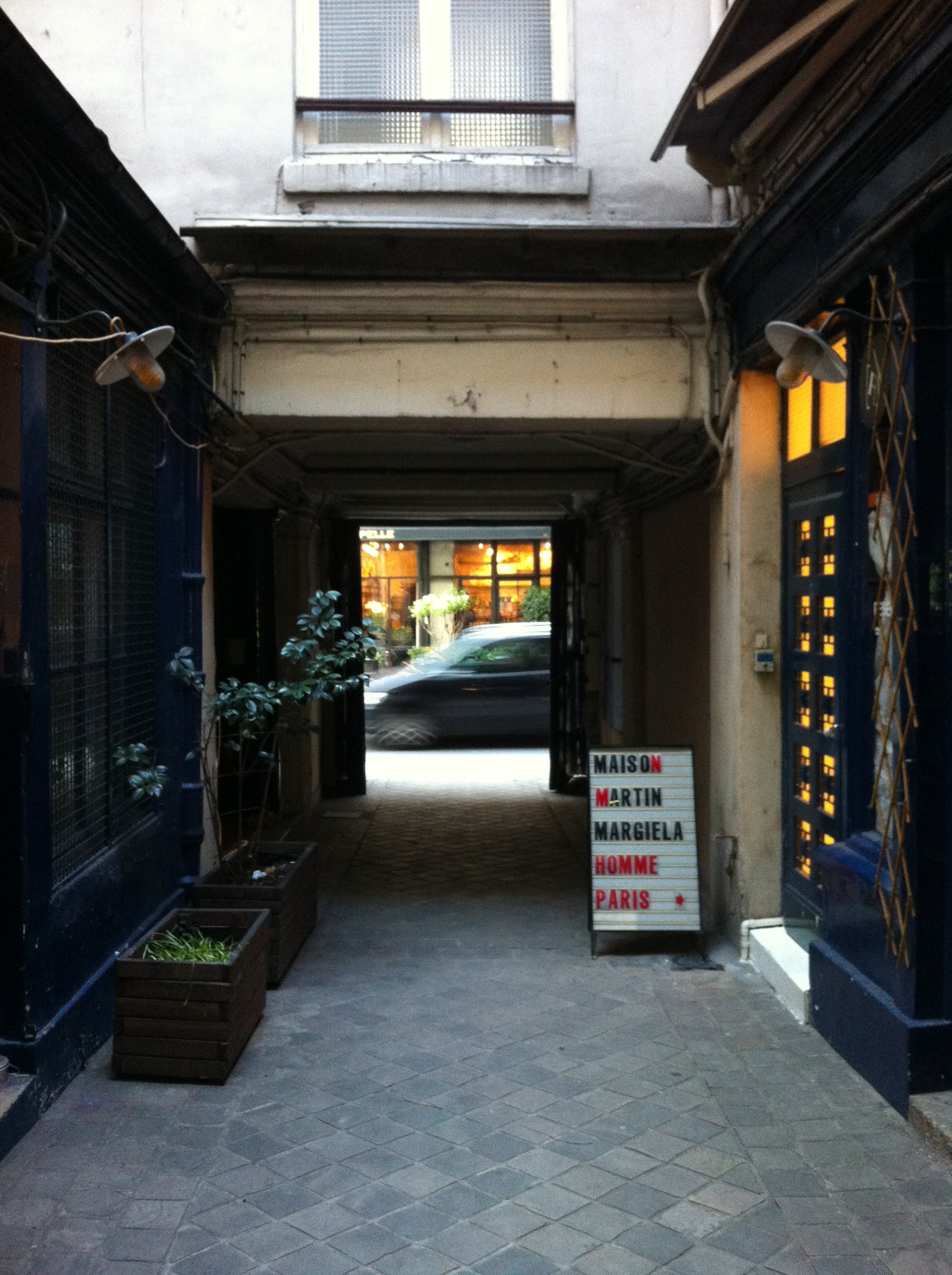
Магазин «Maison Martin Margiela» в Парижі, 2012

До придбання бренду OTB Group у 2002 році його магазини не були вказані в телефонному довіднику, а назва Margiela не з'являлась зовні магазинів. До літа 2008 року було 14 бутиків Margiela, що працювали на міжнародному рівні, з розширенням у Дубай, Гонконг, Москву та Мюнхен протягом наступних шести місяців. Наприкінці 2009 року бренд відкрив «поп-ап крамницю» на арт-ярмарку «Art Basel Miami Beach». Кількість окремих магазинів зросла до 17 на 2010 рік, з 21 «магазином-в-магазині» на міжнародному рівні. Станом на 2017 рік Maison Margiela має магазини в таких країнах, як Франція, Велика Британія, Бельгія, Китай, Німеччина, Гонконг, Італія, Японія, Південна Корея, Тайвань, Сполучені Штати та Таїланд.

## Продукти
Maison Margiela присвоює кожній лінійці своїх продуктів номер від 0 до 23 як контрольний код без певного хронологічного порядку. Приклади включають ювелірні вироби (12), взуття (22), окуляри (8), предмети (13) і аромати (3). Будинок виробляє як колекції кустарного виробництва, так і колекції прет-а-порте, причому перша надихає на дизайни другої. Дизайн Maison Margiela, формально не пов'язаний із жодним напрямком моди, відомий деконструктивістськими рисами, такими як відкриті шви, надмірність і переробка одягу. Інша тактика деконструктивізму, яку застосував Maison Margiela, включає використання традиційних тканинних підкладок як зовнішніх шарів одягу, а дебютна колекція жіночого одягу лейбла 1988 року включала те, що The Independent описало як «шкіряний фартух м'ясника, перероблений у спокусливу вечірню сукню», а стару тюлеву сукню перетворили на кілька пошитих піджаків. Інша робота з нетрадиційними матеріалами включала одяг, виготовлений із пластикових пакетів і дротяних вішалок, брючні костюми, виготовлені з оббивної тканини 1970-х років, топи, виготовлені зі шкіряними рукавичками, та прикраси з кольорового льоду, щоб одяг фарбувався, коли ювелірні вироби танули.

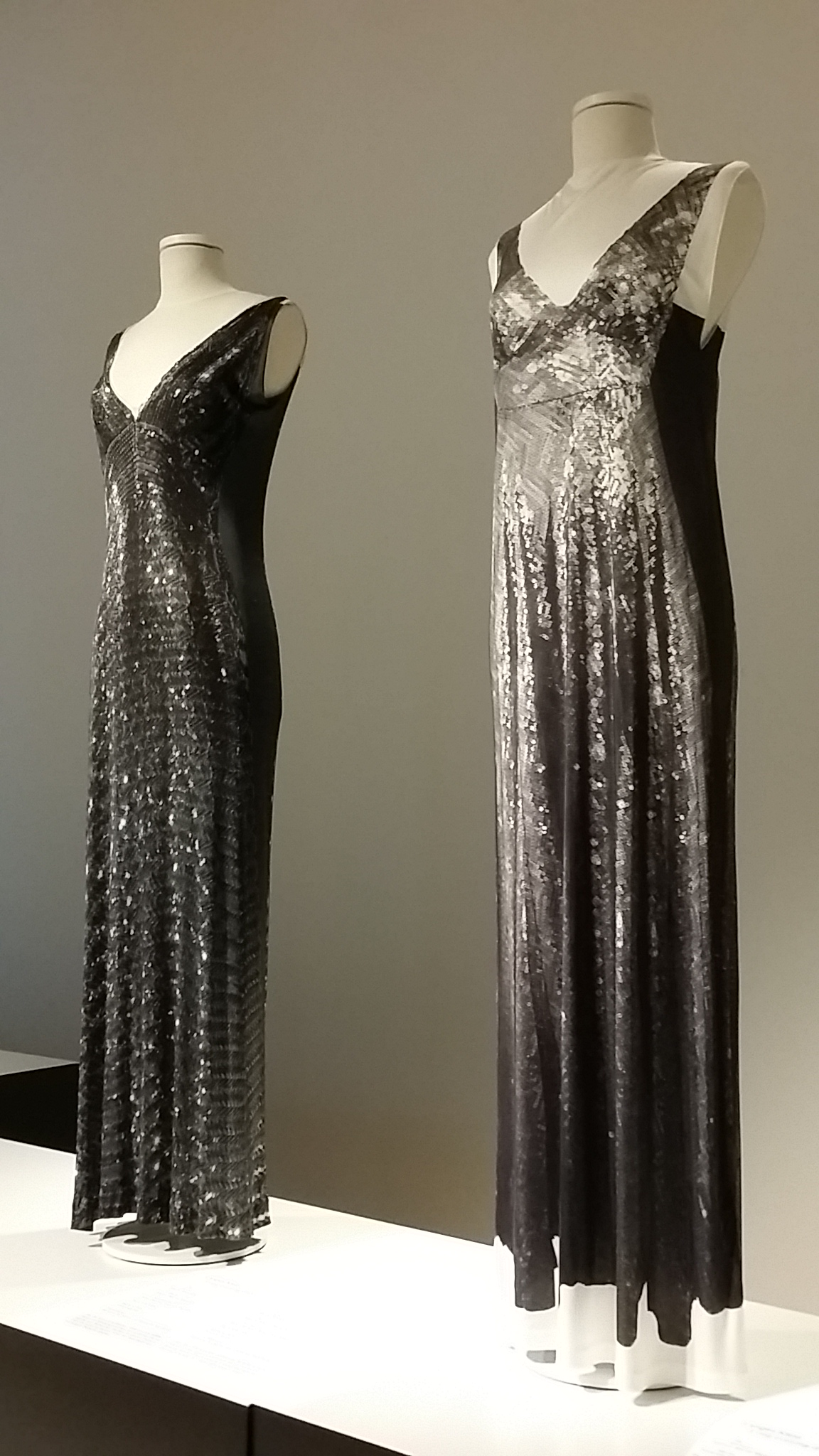
Трикотажні сукні з принтом «Trompe-l'oeil» від Maison Martin Margiela, весна/літо 1996 (ліворуч) і перевипуском H&M 2012 (праворуч)

Вперше показаний у 1989 році і представлений у 1992 році, одним із найбільш відомих предметів компанії є черевик табі, інтерпретація традиційного розділеного японського носка табі, який відділяє великий палець. У 1994 році Maison Margiela дебютував зі своїми першими творами «історичних періодів» з лінією «повних репродукцій», створивши свою попередню колекцію повністю зі своїх архівів. У 1998 році Maison Margiela представила колекцію чоловічого одягу, відому як лінія 10.
Мартін Маргієла був креативним директором жіночого одягу французького дизайнерського будинку Hermès з 1997 до 2003, а дизайн команди Maison Martin Margiela для Hermès двічі на рік представлявся в магазині Hermes на вулиці Ру-Сен-Оноре. The Independent назвав колекції «стриманими», водночас «вільного чоловічого крою» і «вечірні сукні з чорного крепу» серед інших речей. New York Magazine, у свою чергу, описав дизайн як «тихе дослідження розкоші, яке зосереджувалося на класичному одязі з тонкими, але майстерними поворотами». Maison Martin Margiela представив свою першу колекцію високої моди в 2006 році. У листопаді 2008 року бренд випустив невелику колекцію ювелірних виробів і окулярів, включаючи свою першу пару сонцезахисних окулярів, описаних як «непроникна чорна смуга, що обертається прямо навколо обличчя». Перший аромат дому був створений у співпраці з L'Oreal і дебютував у 2009 році. У 2012 році Maison Margiela представила капсульну колекцію для H&M, яка складалася переважно з перевиданих творів з архівів Margiela. У 2013 році компанія співпрацювала з Converse над дизайном взуття, а також співпрацювала з брендом годинників G-Shock і співпрацювала зі Swarovski над ювелірними виробами прет-а-порте в 2013 році.
Запущена у 1997 році, MM6 є дифузійною лінією для лейбла. MM6 орієнтована на сучасний модний ринок на відміну від авангардного позиціонування основної лінії Maison Margiela як «висока мода». Станом на 2023 рік MM6 все ще показує колекції під час Міланського тижня моди.
26 вересня 2018 року, після весняно-літнього показу 2019, Maison Margiela представив новий аромат «Mutiny». Носу Домініка Ропіона знадобилося шість років, щоб створити аромат, який відображає бачення Гальяно жінок Maison Margiela. Віллоу Сміт, Тедді Квінліван, Ханна Габі Оділь, Саша Лейн, Принцеса Нокіа і Моллі Бейр були обрані амбасадорами «Mutiny», які будуть представляти різноманітність та індивідуальність аромату.

## Живі шоу
Maison Margiela відомий тим, що демонструє колекції в нетиповій обстановці та манері, а The New York Times описує покази як «поперемінно електрифікуючі, або гумористичні, або сексуальні, або просто дивні». Згідно з New York Magazine, ранні покази були «можливо, більше схоже на мистецькі події, ніж на тематичні та оперні постановки 80-х, якими відома паризька мода», а також «радикально особисті та гуманістичні вирази щодо одягу [в той час], коли мода інакше здавалася відчуженою від повсякденних реалій». Покази Maison Margiela примітні тим, що обличчя моделей часто закриті капюшонами, тканиною або довгим волоссям, намагаючись спрямувати увагу на одяг і відвернути увагу від самих моделей. У 1989 році Maison Margiela виставив колекцію на дитячому майданчику в околицях Парижа. Згідно з Business of Fashion, місцеві діти спілкувалися з моделями у невідрепетируваний спосіб, а місця розташовували за принципом «хто перший прийшов, першого й обслужили», «критики ненавиділи це. Індустрія любила це». Продовжуючи організовувати подіуми в незвичайних місцях, навесні 1992 року показ на закинутій станції паризького метро показував моделі, що йшли сходами, обставленими свічками, а згідно з The Independent, інші місця включали круглі обідні столи, розкладені в занедбаних складах, сходи старих будинків міста та вагони метро, що не використовуються.
Незважаючи на те, що дім має репутацію, такого що уникає залучати зіркових моделей, навесні 1993 року такі моделі, як Сесілія Ченселлор і Кейт Мосс, демонстрували «мінімалізм у поєднанні з вікторіаною». У 1993 році також відбулося шоу з моделями, які походжали на подіумі серед духового оркестру, а в 1994 році лейбл випустив колекцію, засновану на тому, як би виглядав гардероб Барбі в реальних розмірах. Моделі сиділи серед глядачів у 1995 році, а іншого разу, у 1997 році, компанія використала карту, щоб запросити модну пресу на вулицю у Франції, а потім попросила моделей і бельгійський духовий оркестр продемонструвати найновішу колекцію після висадки з автобуса AEC Routemaster. Vogue також розповів, що «один показ кинув виклик редакторам і покупцям розміститися відповідно до їх сприйняття власної важливості, тоді як інший бачив моделей, яких возили на візках». Згідно з Vogue, протягом двох сезонів у 1998 році лейбл обходився без живих моделей, в одному випадку замість них було використано маріонеток Джейн Хау.

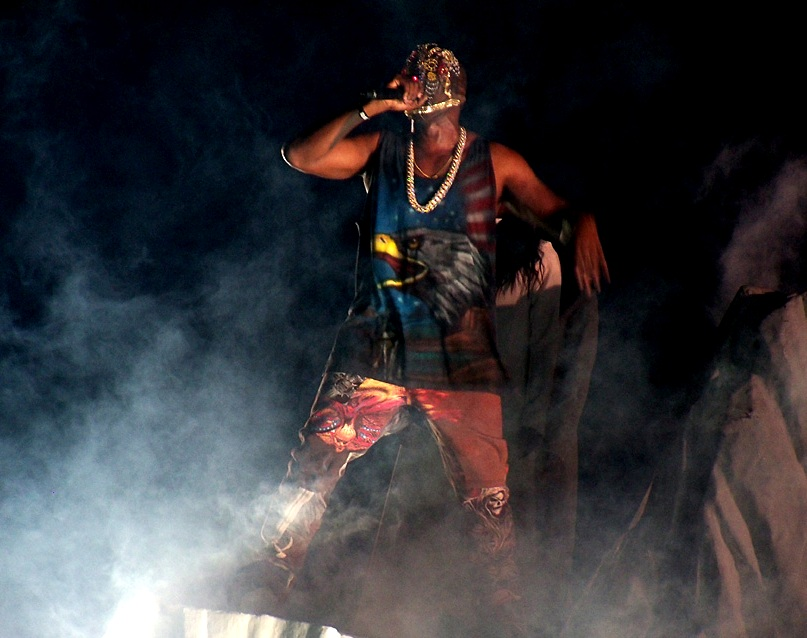
Каньє Вест у масці та гардеробі від Maison Margiela під час свого туру «Yeezus» (2013)

Maison Martin Margiela був запрошений Французькою федерацією кутюр'є показати свою першу колекцію високої моди в Парижі у травні 2006 року. Потім у вересні 2008 року у Парижі будинок провів свій 20-й ювілейний показ, який включав подіум з іменинним тортом і «ум-па оркестр в оточенні помічників Margiela в лабораторних костюмах». Одяг був описаний як «пальто з синтетичних перук, боді, які є злиттям частин плащів і жакетів-смокінгів, і дзеркальні колготки, схожі на диско-кулі». Дім розробив гардероб Каньє Веста для туру для його туру «Yeezus» у 2013 році.
Весняний показ 2014 року «поєднав солодкі, піонерські стилі, як-от домашні сукні з квітами, із гострішими речами, як-от оголені боді та великі Віллі Вонківські сонцезахисні окуляри». На початку 2015 року дім представив свої перші дві колекції, головним дизайнером якого був Гальяно, спочатку «кустарну» колекцію бренду. Друга колекція включала 30 нарядів, включаючи неонові аксесуари, «туфлі Мері-Джейн і тапочки з штучного хутра, короткі спідниці, довгі пальта, лаковані оздоблення». Гальяно дотримувався традицій будинку, не вклоняючись після показу, хоча він відвідував покази. Показ будинку в липні 2016 року показав такі предмети, як військові куртки, парашутна сукня, неонова фарба для обличчя та одяг XIX-го століття. У вересні 2016 року Maison Margiela співпрацює з «Barneys New York» для своїх осінніх вітрин на Медісон-авеню, створивши чотири віньєтки, які відображають останні кустарні і прет-а-порте колекції будинку.
Кутюрна презентація весна-літо 2024 отримала схвальні відгуки критиків. Колекція була створена під натхненням від роботи угорсько-французького фотографа Брассаї та зосереджена на естетиці нічного підчерев'я Парижа з темами корсетів, вишивки бісером і силуетів, натхненних 1930-ми роками. Для шоу Гальяно співпрацював з візажисткою Пет Макграт, щоб створити для моделей ефект порцелянової ляльки, освітленої місяцем. Гвендолін Крісті закрила показ у білій латексній сукні з кльошем і кроєм, одній із кількох моделей середнього або великого розміру, представлених на презентації. У своїй рецензії для Women's Wear Daily Майлз Соча каже, що колекція «безсумнівно запам'ятається в підручниках історії, колекціонуватиметься в музеях, вивчатиметься студентами-дизайнерами», і наголошує на «переліку нових технік, розроблених протягом останнього року», що переорієнтовує кутюр на її витоки у дослідженнях і розробках.

### Ретроспективи та виставки
Музей моди провінції Антверпен (MoMu) провів ретроспективну експозицію роботи бренду в 2008 році, перемістивши виставку в Сомерсет-хаус у Лондоні через два роки. У 2017 році MoMu продемонстрував 12 колекцій, створених лейблом, у той час як Маргієла був призначений Жаном-Луї Дюма працювати з Hermès.

### Документальні фільми
На початку 2015 року режисер Елісон Чернік випустила короткометражний байопік «Митець відсутній» про Мартіна Маргієлу, прем'єра якого відбулася на кінофестивалі Трайбека. У жовтні 2017 року режисерка Менна Лаура Меєр випустила фільм «Ми Маргієла» через голландську продюсерську компанію «Mint Film Office». Документальний фільм ретроспективно досліджує перші дні дому та містить інтерв'ю з членами оригінальної команди Maison Margiela, включаючи співзасновницю дому Дженні Мейренс.
У листопаді 2019 року режисер Райнер Холцемер показав прем'єру документального фільму «Мартін Маргієла: своїми словами». Копродюсований Амінатою Самбе та Хольцемером (який раніше працював над документальним фільмом Дріса Ван Нотена) і був названий «остаточним дослідженням цього невловимого, технічно обдарованого дизайнера» в Hollywood Reporter. Зокрема, він пояснив свій відхід від громадськості та бажання залишитися дизайнером, а не «креативним директором, який керує своїми помічниками». Як і в більшості ЗМІ, пов'язаних із дизайнером, на екрані показані лише руки Маргієли.